# Amblyopsidae
Famille
Les Amblyopsidés (Amblyopsidae) forment une famille de poissons aveugles appartenant à l'ordre des Percopsiformes. Ce sont des poissons cavernicoles pour la plupart.
Les Amblyopsidés sont généralement de petite taille, allant jusqu'à 11 centimètres de longueur. La plupart n'ont pas de nageoires pelviennes, mais Amblyopsis spelaea a les plus petites avec un maximum de six rayons. Extérieurement, ils ressemblent à un killie, bien que leur anatomie interne ressemble davantage aux truites-perches.
Bien que certaines espèces soient minuscules, vestigiales et dotés d'yeux, 3 espèces sont dépourvus d'yeux dans cette famille.
Ces poissons cavernicoles, en revanche, ont des rangées de papilles sensorielles sur leur peau, qu'ils utilisent pour se repérer dans leur environnement troglodytique. La majorité de ces poissons ont une peau dépourvue de pigment. Ces caractéristiques sont un exemple d'évolution régressive. Ces poissons cavernicoles n'affectionnent pas les grottes avec des rapides (comme dans les grottes de Blanchard Springs en
Arkansas) qui ne contiennent pas de poisson cavernicoles. Une espèce, Chologaster cornuta, vit dans les marais en surface, plutôt que dans les grottes.

## Liste des espèces
Cette famille regroupe 6 espèces dans 5 genres :
Selon FishBase :
- genre Amblyopsis
  - Amblyopsis rosae (Eigenmann, 1898)
  - Amblyopsis spelaea DeKay, 1842
- genre Chologaster
  - Chologaster cornuta Agassiz, 1853
- genre Forbesichthys
  - Forbesichthys agassizii (Putnam, 1872)
- genre Speoplatyrhinus
  - Speoplatyrhinus poulsoni Cooper & Kuehne, 1974
- genre Typhlichthys
  - Typhlichthys subterraneus Girard, 1859